# 特奥多尔·伦斯特伦
特奥多尔·伦斯特伦（瑞典語：Theodor Lennström，1994年8月8日—），瑞典男子冰球运动员，场上位置是后卫。他曾代表瑞典国家队参加2022年冬季奥林匹克运动会冰球比赛，获得第4名。